# Gorges de la Jonte
Gorges de la Jonte is een kloof in het departement Aveyron in Zuid-Frankrijk. De kloof is gelegen in het natuurgebied de Cévennes en het gebied van de Causses. De rivier de Jonte stroomt door de kloof.
De Gorges de la Jonte is bereikbaar per auto vanaf Meyrueis via de D996 richting Le Rozier. Het ligt niet ver van de Gorges du Tarn.
De kloof met hoge kalkwanden begint smal en wordt steeds breder. De corniches (steile rotsen) van de Gorges de la Jonte hebben diverse rotsformaties met vormen zoals de Chinese Vaas, de Vaas van Sèvres en de rots van Capluc vlak bij Le Rozier.

## Dorpen

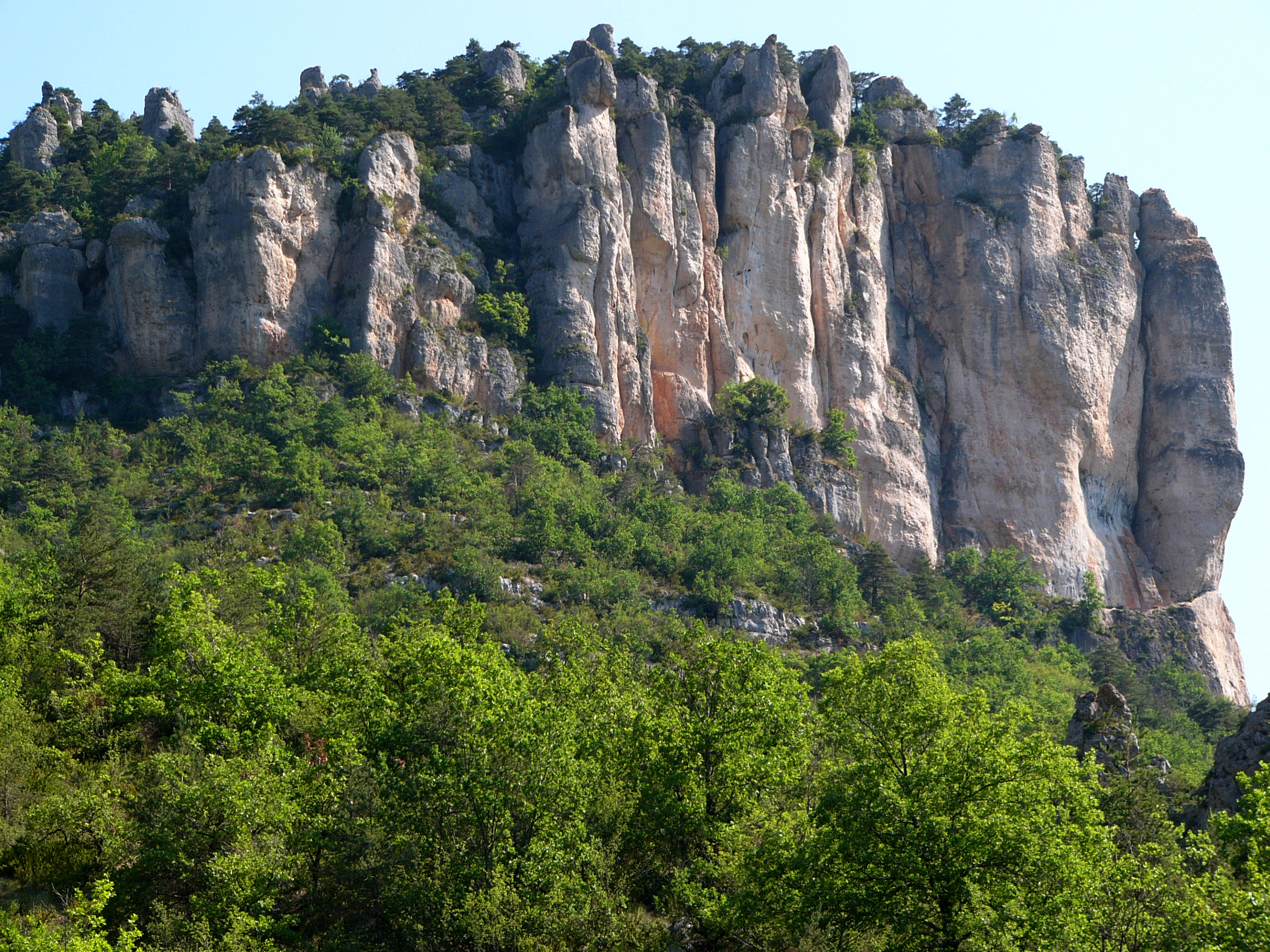
rotsformatie

- Les Douzes
- Rocher de Capluc
- Peyreleau